# David Baldacci
David Baldacci, noto anche con lo pseudonimo David B. Ford (Richmond, 5 agosto 1960) è uno scrittore e avvocato statunitense.

## Biografia
È nato e cresciuto a Richmond, nella Virginia, figlio di Rudolph Louis Baldacci e Joyce Rose. La famiglia paterna era d'origini italiane, più precisamente di Barga, in provincia di Lucca, da dove erano emigrati i nonni Amedeo Baldacci e Angiolina Cecchini. Si è laureato in Legge all'Università della Virginia, e ha esercitato la professione di avvocato per molti anni, prima di iniziare a scrivere romanzi. Nel 1996 il suo primo romanzo Il potere assoluto ebbe successo. Racconta la storia di un presidente statunitense e degli  agenti assegnatigli per la sua sicurezza dal servizio segreto, disposti a uccidere delle persone allo scopo di nascondere la morte accidentale di una donna, di cui il presidente aveva avuto la responsabilità intrattenendo con lei una relazione clandestina. Da questo romanzo è stato tratto il film del 1997 Potere assoluto, diretto e interpretato da Clint Eastwood.
Baldacci ha pubblicato diversi romanzi da allora.
Baldacci vive a Vienna (Virginia) con sua moglie Michelle A. Collin-Baldacci (Mikki) e i suoi due figli.

## Opere

### Romanzi
- Il potere assoluto, 1996 (orig.: Absolute Power, 1996) ISBN 88-04-44292-1
- Il controllo totale, 1997 (orig.: Total Control, 1997) ISBN 88-04-45380-X
- Il biglietto vincente, 1998 (orig.: The Winner, 1997) ISBN 88-04-47086-0
- La semplice verità, 1999 (orig.: The Simple Truth, 1998) ISBN 88-04-48149-8
- Sotto pressione, 2000 (orig.: Saving Faith, 1999) ISBN 88-04-49886-2
- Mai lontano da qui, 2000 (orig.: Wish You Well, 2000) ISBN 88-04-49930-3
- L'ultimo eroe, 2002 (orig.: Last Man Standing, 2001) ISBN 88-04-51788-3
- A casa per Natale, 2003 (orig.: The Christmas Train, 2002) ISBN 88-04-53678-0
- False accuse, 2011 (orig.: True blue, 2009) ISBN 978-88-520-1911-1
- One summer, 2011 (inedito in Italia)
- A calamity of Souls, 2024 (inedito in Italia)

### Camel Club
- Camel Club, 2006 (orig.: The Camel Club, 2005) ISBN 88-04-55403-7
- I collezionisti, 2007 (orig.: The Collectors, 2006) ISBN 978-88-04-56964-0
- Cani da guardia, 2007 (orig.: Stone Cold, 2007) ISBN 978-88-04-58811-5
- Divine Justice, 2008 (inedito in Italia)
- Hell’s Corner, 2010 (inedito in Italia)

### Sean King and Michelle Maxwell
- Il candidato, 2004 (orig.: Split Second, 2003) ISBN 88-04-51197-4
- Il gioco di Zodiac, 2005 (orig.: Hour Game, 2004) ISBN 88-04-53910-0
- Puro genio, 2008 (orig.: Simple Genius, 2007) ISBN 978-88-04-57958-8
- First Family, 2009 (inedito in Italia)
- The Sixth Man, 2011 (inedito in Italia)
- King and Maxwell, 2013 (inedito in Italia)

### A. Shaw and Katie James
- Nient'altro che la verità, 2010 (orig.: The Whole Truth, 2008 )
- Deliver Us From Evil, 2010 (inedito in Italia)

### John Puller
- Sotto tiro, 2013 (orig.: Zero Day, 2011) ISBN 978-88-6688-056-1
- Doppia Verità, 2018 (orig.: The Forgotten, 2012) ISBN 978-88-3473-449-0
- La fuga, 2019 (orig.: The Escape, 2014) ISBN
- Terra di nessuno, 2021 (orig.: No Man’s Land, 2016)

### Will Robie
- L'innocente, 2012 (The Innocent, 2012) ISBN 978-88-6688-033-2
- La sfida, 2014 (The Hit, 2013) ISBN 978-88-6688-159-9
- Target, 2020 (The Target, 2014) ISBN 978-88-6688-382-1
- La colpa, 2022 (The Guilty, 2016) ISBN 978-88-6688-494-1
- End Game. La fine del gioco, 2025 (End Game, 2020) ISBN 978-88-6688-645-7

### Atlee Pine
- Il lungo cammino verso la verità, 2019 (orig.: Long Road to Mercy, 2018) ISBN 9788834738009
- L’attimo prima della verità, 2022 (orig.: A minute to midnight, 2019) ISBN 8866884421
- Alla luce del giorno, 2023 (orig.: Daylight, 2020 John Puller crossover) ISBN 9788866885573
- Mercy, 2021 (inedito in Italia)

### Travis Devine
- 6:20 man, 2022 (inedito in Italia)
- The edge, 2023 (inedito in Italia)

### Amos Decker
- Memory man, 2015 (inedito in Italia)
- The last mile, 2016 (inedito in Italia)
- The fix, 2017 (inedito in Italia)
- The fallen, 2018 (inedito in Italia)
- Redemption, 2019 (inedito in Italia)
- Walk the wire, 2020 (inedito in Italia)
- Long shadows, 2022 (inedito in Italia)

### Aloysius Archer
- One good deed, 2019 (inedito in Italia)
- A gambling man, 2021 (inedito in Italia)
- Dream town, 2022 (inedito in Italia)

### Mickey Gibson
- Semplici Bugie, 2024 (orig.: Simple lies, 2018) ISBN 978-88-6688-603-7

## Filmografia

### Sceneggiatore
- Mai lontano da qui (Wish you well) (2013)